# Нова Ямка
Нова Ямка (пол. Nowa Jamka) — село в Польщі, у гміні Домброва Опольського повіту Опольського воєводства.
Населення — 173 особи (2011).

## Демографія
Демографічна структура станом на 31 березня 2011 року:
|          | Загалом | Допрацездатний вік | Працездатний вік | Постпрацездатний вік |
| -------- | ------- | ------------------ | ---------------- | -------------------- |
| Чоловіки | 85      | 17                 | 58               | 10                   |
| Жінки    | 88      | 21                 | 49               | 18                   |
| Разом    | 173     | 38                 | 107              | 28                   |